# Штефан Ковач
Штефан Ковач (рум. Ștefan Kovács, угор. Kovács Istvan, 2 жовтня 1920, Тімішоара — 12 травня 1995, Клуж-Напока) — румунський футболіст, тренер угорського походження, грав на позиції нападника або півзахисника. По завершенні ігрової кар'єри — тренер.
Він був неабияким гравцем, який мав як індивідуальну техніку, так і тактичні навички. Проте він не викликався до збірної Румунії на відміну від свого старшого брата Ніколае Ковача, який був одним із п'яти гравців, які брали участь у всіх трьох чемпіонатах світу до Другої світової війни.
Як тренер, найбільших досягнень Ковач здобув з амстердамським «Аяксом», в якому парацював в період його розквіту, вигравши ряд національних і міжнародних трофеїв

## Ігрова кар'єра
Ковач народився в місті Тімішоара, Румунія. У дорослому футболі дебютував 1937 року виступами за команду клубу «Орадя», в якій провів один сезон.
Своєю грою за цю команду привернув увагу представників тренерського штабу клубу «Олімпік» (Шарлеруа), до складу якого приєднався 1938 року. Відіграв за команду з Шарлеруа наступні три сезони своєї ігрової кар'єри.
Згодом з 1941 по 1947 рік грав у складі команд клубів «Ріпенсія Тімішоара», ЧФР (Турну-Северин) та «Ферар Клуж» (до 1945 року клуб мав назву «Коложвар» і виступав в чемпіонаті Угорщини).
1947 року уклав контракт з клубом «ЧФР Клуж», у складі якого провів наступні три роки своєї кар'єри гравця.
1950 року перейшов до клубу «Університатя» (Клуж-Напока), за який відіграв 3 сезони. Завершив професійну кар'єру футболіста виступами за команду «Університатя» (Клуж-Напока) у 1953 році.

## Кар'єра тренера
Розпочав тренерську кар'єру відразу ж по завершенні кар'єри гравця, 1953 року, очоливши тренерський штаб «Університаті» (Клуж-Напока). З командою працював до 1958 року, після чого працював у штабі збірної Румунії.

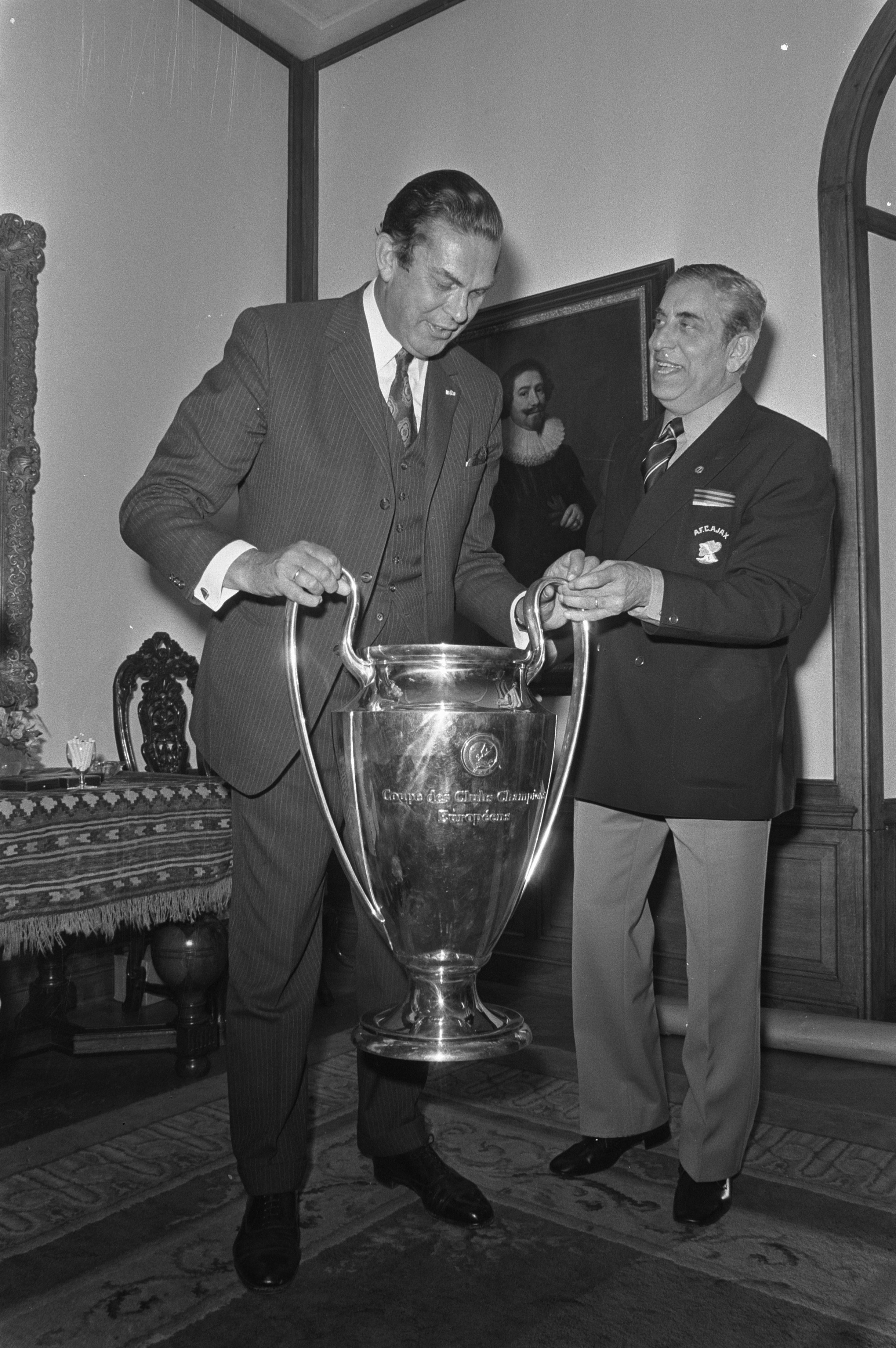
Штефан Ковач (праворуч) з кубком європейських чемпіонів. 3 червня 1972 року.

1967 року став головним тренером команди «Стяуа», тренував бухарестську команду чотири роки. З клубом у 1967—1971 роках він виграв чемпіонат і три кубка Румунії.
Згодом протягом 1971—1973 років очолював тренерський штаб амстердамського «Аякса», змінивщи Рінуса Міхелса на посаді тренера «Аякса», продовжуючи і вдосконалюючи свою філософію «тотального футболу». З «Аяксом» він двічі поспіль виграв Кубок європейських чемпіонів УЄФА у 1972 і 1973 роках. У 1972 році він навіть виграв Міжконтинентальний кубок, а також перший Суперкубок УЄФА 1973. Крім того, він привів «Аякс» до перемоги в кубку і чемпіонаті Нідерландів у 1972 році і ще одного чемпіонства 1973 року.
Після того, як він покинув «Аякс» в 1973 році, Федерація футболу Франції запросила його очолити національну збірну. На цій посаді він зайнявся підготовкою молодого покоління команди. Журналісти «France Football» запитали його по приїзду, скільки часу буде потрібно, щоб зробити Францію великою командою, він відповів, що через 8-10 років ми можемо створити хорошу національну збірну. Мішель Ідальго, його асистент і наступник, скористався плодами праць Ковача і привів Францію до перемоги на чемпіонаті Європи 1984 року.
Після цього Ковач повернувся до Румунії, ставши тренером національної збірної Румунії, де працював протягом 4 років, починаючи з 1976.
1981 року був запрошений керівництвом грецького клубу «Панатінаїкос» очолити його команду, з якою пропрацював до 1983 року.
Останнім місцем тренерської роботи був клуб «Монако», головним тренером якого Штефан Ковач був з 1984 по 1987 рік.
Помер 12 травня 1995 року на 75-му році життя у місті Клуж-Напока, за 12 днів до того, як «Аякс» виграв свій четвертий Кубок європейських чемпіонів (тоді вже Лігу чемпіонів).

## Досягнення

### Клубні
«Стяуа»
- Чемпіон Румунії: 1967/68
- Володар Кубку Румунії (4): 1966/67, 1968/69, 1969/70, 1970/71

«Аякс»
- Чемпіон Нідерландів (2): 1971/72, 1972/73
- Володар Кубка Нідерландів: 1971/72
- Переможець Кубка європейських чемпіонів (2): 1971/72, 1972/73
- Переможець Міжконтинентального кубка (1): 1972
- Володар Суперкубка Європи: 1972

«Панатінаїкос»
- Володар Кубка Греції: 1981/82

### Особисті
- Найкращий тренер в історії футболу — 36 місце (World Soccer)[2][3]
- Найкращий тренер в історії футболу — 43 місце (France Football)[4]